# 공운영
공운영(孔運泳, 1947년 3월 - )은 대한민국의 공무원, 정치인, 기업인이다. 중앙정보부에 입사하여 30년간 근무하였고 국가안전기획부 미림팀 팀장 등을 역임하였다. 미림팀 해체 이후 직권면직 처분을 당했다가 소송 끝에 4년 만에 복직하고 명예퇴직하였다. 이후 기업인으로 활동하며 인우정보통신 대표이사와 영화 사업에도 참여하였다. 서울 출신.
안기부 재직 당시 안기부의 도청 조직인 미림팀을 운영하였다. 1994년 미림팀을 재건하여 운영하다가 언론에 발각되어 논란이 되었다.

## 생애
선린상업고등학교 야간반을 졸업하고, 육군 특수부대에 입대하여 복무하였다. 중앙정보부에 입사하여 1981년 안기부로 명칭이 바뀌면서 계속 안기부에서 근무하였다. 1991년부터 그는 미림팀을 운영하였다. 그러나 1993년 김영삼 정권 출범 직후 안기부를 대대적으로 숙청하면서 미림팀은 폐지되었다. 그러나 1994년 오정소의 특별 지시로 미림팀을 재건하여 운영하였다.
그는 형식상 2차장 예하의 직원으로 보직되었지만 미림팀의 운영은 철저하게 극비로 운영하였다. 안기부와 국정원의 다른 직원들 조차 미림팀의 존재를 어렴풋이 추측하였고, 일부 직원들은 미림팀의 존재도 모르고 퇴직하였다 한다.
미림팀을 비밀리에 운영하던 공운영은 몇 명의 직원들을 대동하였지만 그중 두 명의 사무보조 직원과 유단자인 남자 직원 외에는 대부분 다른 안기부 직원들에게 알려지지 않았다. 그는 대통령 비서실과 청와대 각 직원들의 활동지를 민첩하게 파악, 정보를 입수하거나 도청기를 꽂아두었다.

## 약력
- 1947년 3월 서울특별시 서대문구 영천동에서 8남매 중 다섯째로 출생
- 1963년 선린상업고등학교 야간반에 입학
- 1966년 선린상업고등학교 야간반 졸업
- 해병대 특수부대에 복무, 복무중 베트남 전쟁에 참전하였으며 무공훈장을 받았다.
- 1967년 중앙정보부 9급 공채에 합격하여 중앙정보부 입사
- 안기부 감찰실 정보관[1]
- 안기부 대공정책실 정보관
- 안기부 공항출입국 담당[2]
- 안기부 노동계 직원
- 동국대 서울지역노동조합협의회(서노협) 집회를 수사하다가 학생 운동권들이 그의 지갑을 탈취, 지갑에서 비상연락망이 발견되면서 학생운동권들에게 인질로 붙잡혔다가 풀려나기도 했다.[2]
- 안기부 대공정책실 정보관
- 1992년 대공정책실에 근무 중 서기관으로 승진, 안기부 미림팀 팀장으로 발탁됨.
- 미림팀은 서기관 1명(공운영 본인), 사무관 1명, 주사 2명 그밖에 특수 요원 수 명으로 구성된 여론조사 및 도감청 부서로, 공운영 본인과 사무관 1명, 주사 2명 등 3명의 존재 외에는 알려지지 않았으며 안기부 내에서도 이들의 존재를 각 실국단의 직원들도 몰랐다고 한다.
- 1993년 7월 안기부 미림팀 해체, 사무관으로 강등됨[3]
- 1차 미림팀이 해체된 뒤 서기관에서 사무관으로 강등됐으며, 책상도 9급 말단 직원 옆으로 옮겨진 채 아무런 업무도 주어지지 않았다. ‘사표를 쓰라’라는 압력이었으나 그는 견뎌냈다.[3]
- 1993년 안기부 경제과 수집관
- 1994년 2월 서기관으로 복귀, 부활한 제2차 미림팀의 팀장
- 1999년 3월 미림팀 최종 해체
- 1999년 4월 13일 직권면직당함.
- 1999년 12월 ~ 2003년 직권 면직처분취소 청구소송
- 2003년 국가정보원에 복직
- 2003년 명예 퇴직
- 2003년 인우정보통신 설립, 대표이사
- 사업을 하면서 돈을 모아 영화사업에 손을 댔던 것으로 알려졌다. 그러나 투자한 영화 ‘싸울아비’가 흥행에 참패하면서 경제적으로 상당한 어려움에 처했다.[1]
- 국가정보원에서 특별관리 대상자로 감시당하였다.
- 2004년 도청 테이프 폭로
- ? 재미동포 박인회에게 자신이 입수한 정보와 테이프를 넘김. 이는 곧 폭로되어 삼성 X파일 사건으로 발전하였다.
- 2005년 8월 박인회 등과 함께 구속, 그는 11월 7일 공판에서 징역 3년형을 받았다.[4]
- 2006년 2월 7일 항소심에서 형이 1년 6개월로 감형되었다.[5]
- ? 석방

## 수상 경력
- 무공훈장
- 2003년 홍조근정훈장[2]

## 기타
2005년 7월 국가정보원의 한 관계자는 “공 씨가 당시 국정원장이던 천용택(千容宅) 씨를 협박해 국정원 국제전화 관련 사업을 모두 따냈다”고 말했으나 공 씨는 강력히 부인했다.

## 같이 보기
| - 심재륜 - 안기부 - 미림팀 - 김덕 - 오정소 - 황창평 - 김현철 - 이원종 - 국가정보원 - 김기삼 - 정형근 | - 도청 - 안기부 X 파일 사건 - 천용택 - 박인회 - 이학수 |

## 참조
1. 1 2 3  미림팀장 공운영씨, 딸 통해 자술서 공개한 뒤 자해
2. 1 2 3  <도청파문>‘미림’ 孔 전팀장, 2차례 징계·복직…작년엔 훈장받아
3. 1 2  [도청 파문] 공운영씨 당시 심경 토로 보관됨 2005-08-12 - 웨이백 머신 한국일보 2005/08/10
4. ↑  검찰, '안기부 X파일' 공운영씨에 징역3년 구형 프레시안 2005.11.08
5. ↑  공운영씨 항소심 징역 1년 6개월 부산일보 2006.02.08